# Bierny opór (nauki polityczne)

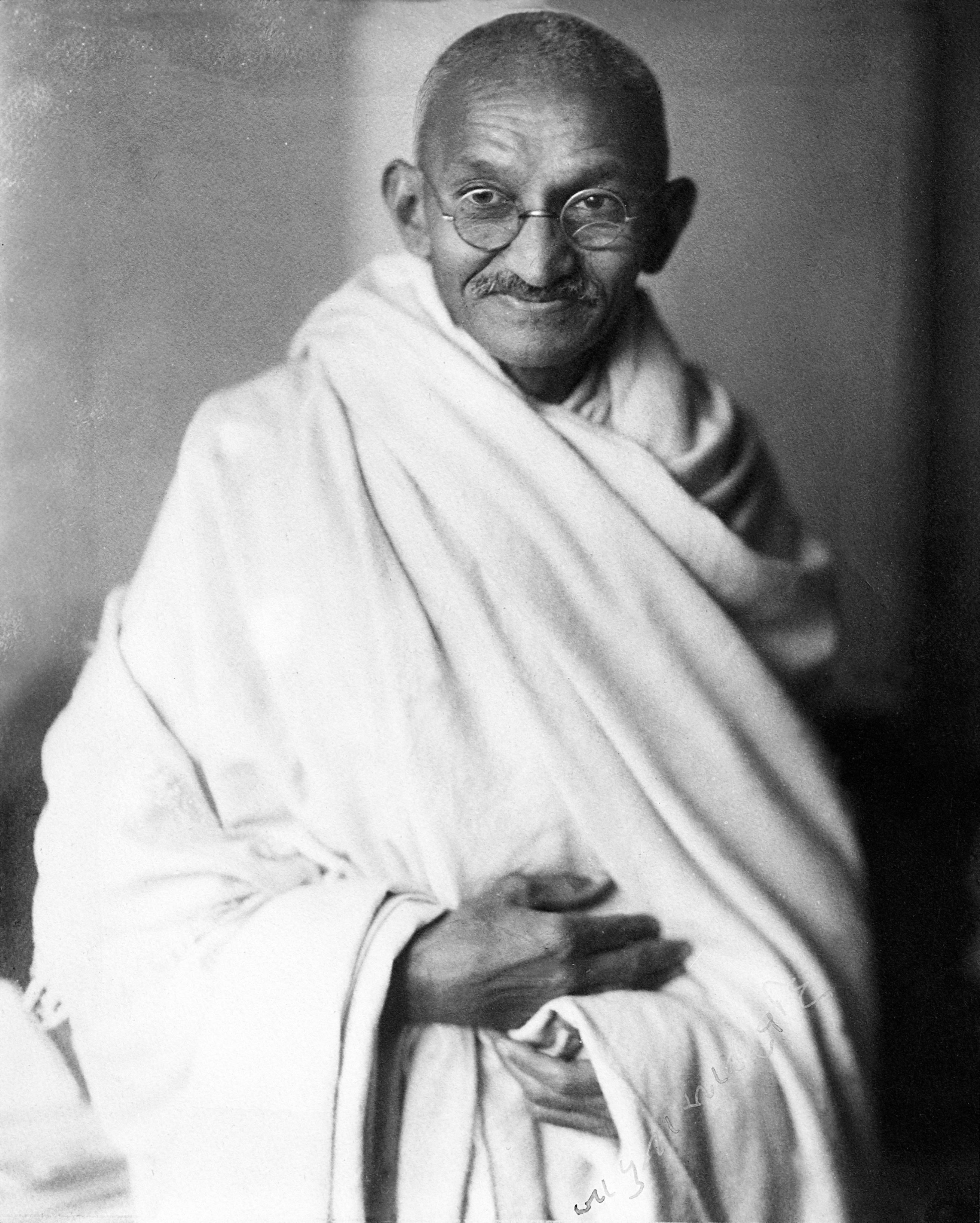
Gandhi, 1931

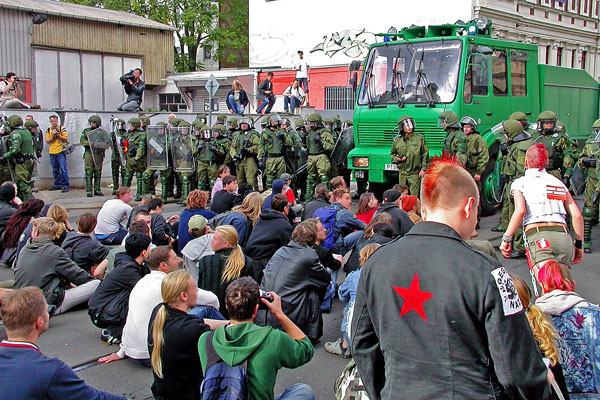
Bierny opór

Bierny opór – sprzeciw bez używania siły fizycznej lub bez większej aktywności. Pojęcie to jest związane z obywatelskim nieposłuszeństwem i niekiedy bywa używane zamiennie. Za jego twórcę uznaje się Mahatmę Gandhiego, który zachęcał swoich rodaków, by w ten sposób przeciwstawiali się brytyjskim władzom kolonialnym w Indiach.
Według Gandhiego „bierny opór powstał jako broń ludzi słabych; nie wyłącza on możliwości, że dla osiągnięcia celu użyją fizycznej przemocy”. Stworzona przez niego filozofia walki bez użycia przemocy znana jest także pod sanskrycką nazwą सत्याग्रह (satyāgraha). Ma ona swoje źródło w ahinsie, występującej w indyjskich religiach zasadzie nieszkodzenia nikomu. Bierny opór propagował także Amerykanin Martin Luther King. W Polsce lat 80. XX wieku był stosowany m.in. przez Ruch Wolność i Pokój.
Najczęściej stosowaną techniką biernego oporu wobec sił porządkowych jest położenie się na ziemi. Większe grupy manifestantów także siadają, chwytając się za skrzyżowane ręce i przytrzymując się wzajemnie. Przykucie się kajdankami do poręczy czy latarni też jest uważane za technikę biernego oporu. Takie formy biernego oporu często stosują aktywiści ruchów ekologicznych, np. Greenpeace albo Extinction Rebellion.
Specyficzną formą biernego oporu instytucjonalnego jest strajk włoski lub obstrukcja urzędowa, stosowana niekiedy przez jednostki administracji publicznej w celu utrudnienia lub opóźnienia egzekucji niekorzystnych dla nich wyroków sądów.